# Prionospio banyulensis
Prionospio banyulensis är en ringmaskart som beskrevs av Laubier 1966. Prionospio banyulensis ingår i släktet Prionospio och familjen Spionidae. Arten är reproducerande i Sverige. Inga underarter finns listade i Catalogue of Life.